# 2128 Wetherill
A 2128 Wetherill (ideiglenes jelöléssel 1973 SB) a Naprendszer kisbolygóövében található aszteroida. Eleanor F. Helin fedezte fel 1973. szeptember 26-án.